# Capitão América (revista em quadrinhos)
Capitão América foi uma revista em quadrinhos publicada mensalmente, trazendo histórias protagonizada pelo Capitão América, originalmente publicadas pela editora estadunidense Marvel Comics, distribuídas no Brasil pela  Panini.

## Publicações Brasileiras
Capitão América fez sua estréia no país em junho de 1943 na revista O Guri #73 publicada pelos Diários Associados.

### EBAL
O Capitão América dividiu a Revista Capitão Z da EBAL, com o Homem de Ferro em junho de 1967, graças a parceira da EBAL  e da Shell impulsinada pelo sucesso do desenho animado The Marvel Super Heroes.

### Bloch
A Editora Bloch, inicia o primeiro título solo do Capitão América em fevereiro de 1975, embora publicasse o personagem em títulos mais antigos, tais como O Guri (material da Timely Comics, onde o personagem estreou no Brasil, na edição número 73, em junho de 1943) da Editora Diário da Noite. (tornando errônea a comemoração de 40 anos da Marvel no Brasil, já que a mesma celebra 70 anos em 2009, contando os anos da Timely)

### Editora Abril
Capitão América foi o primeiro título da Marvel  na Editora Abril, já que alguns títulos ainda estavam sendo publicado na RGE.
o último número foi o 214 publicado em março de 1997. depois disso o personagem passou ser publicado no "mix" Marvel 97